# Лехтокиви, Эмиль Генрихович
Эмиль Генрихович Лехтокиви (при рождении Эмиль Юханнес Табелль швед. Emil Johannes Tabell; 17 апреля 1899, Киурувеси, Куопиоская губерния — 7 декабря 1937, Ленинград) — член парламента Финляндии от парламентской группы социалистических рабочих и мелких фермеров, редактор советско-финских газет.
Его одителями были сапожник Генрих Табелль и Анна Августа Глад. Он учился в начальной школе, а затем работал обувщиком и рабочим на лесопилке в сельской местности Кеми. После гражданской войны в Финляндии в 1918 году был приговорен к тюремному заключению по политическим мотивам. После выхода из тюрьмы работал смотрителем в Доме рабочих Карихаара и был членом парламента от парламентской группы социалистических рабочих и мелких фермеров в 1924—1926 и 1927—1930 годах, представляя северный избирательный округ округа Оулу. Он также был членом Кемиского сельского муниципального совета.
25 июня 1930 года представители движения Лапуа вывезли его в Советский Союз по пути в Оулу . Там и взял имя Лехтокиви. С 1931 по 1934 год он учился в Западном университете национальных меньшинств в Ленинграде, а в 1933 году прошел курс резервного командования Петрозаводского егерского батальона. С 1934 года он был редактором газет «Вапаус», «Ринтама» и «Пунайнен Карьяла» в Ленинграде и преподавателем литературы и газетного дела в Западном университете национальных меньшинств. Лехтокиви был заключен в тюрьму в связи со сталинскими чистками 30 октября 1937 года, приговорен к смертной казни за контрреволюционную деятельность и расстрелян. Реабилитирован в 1957 году. Вероятно, похоронен на Левашовском кладбище в Санкт-Петербурге.
С 1922 года был женат на Эве Йоханне Хартикайнен. Его семья, жена и две дочери некоторое время оставались в Финляндии, но вскоре переехали в советскую Карелию.